# سمك القرش القطي الرخامي الاسترالي
سمك القرش القطي الرخامي الأسترالي هو قرش قطي ( Atelomycterus macleayi )من عائلة Scyliorhinidae يتواجد في الجانب الشرقي للمحيط الهندي . يتوطن غرب استراليا بين خطي عرض 12 و 21 من سطح البحر وحتى عمق (800قدم ) ويصل طوله إلى ( 60 سم ) . يسكن السمك القرشي القطي عادة المياه الساحلية ذات القاع الرملي أو الصخري .